# Battal Pehlivan
Battal Pehlivan (* 23. April 1947 in Adana; † 5. März 1994 in Ankara) war ein alevitischer Dichter, Schriftsteller und Journalist.
Pehlivan wurde in Ceyhan/Adana im Kizildere Dorf geboren. Lange Zeit arbeitete er als Journalist bei verschiedenen türkischen Zeitungen. Ab 1986 setzte er sich für die Rechte der Aleviten in der Türkei ein. 1990 gab er zusammen mit Riza Zeylut die alevitische Zeitung „Alevi Bildirgesi“ heraus. Im Jahr 1993 überlebte Battal Pehlivan und seine Frau Türkan Pehlivan den Brandanschlag von Sivas ohne Verletzungen. Am 5. März 1994 starb Pehlivan in Ankara.

## Werke
- Anadolu'da Alevilik
- Alevi-Bektaşi Düşüncesine Göre Allah, ISBN 975-781419-9
- Diyanet ve Aleviler, ISBN 975-781415-6
- Pir Sultan Abdal, ISBN 975-335006-6
- Bektaşi Fıkraları
- Dom Dom Kurşunu (Biografie von Mahzuni Serif)
- Ruhi Su (Biografie von Ruhi Su)
- Aşık Veysel (Biografie von Asik Veysel)
- Dadaloğlu
- Bahçe Biziz Gül Bizdedir
- Kara Şavga